# BL?俺のヒミツと男子寮
『BL?俺のヒミツと男子寮』（ビーエル?おれのヒミツとだんしりょう）は、株式会社ドラスから配信されている、携帯端末アプリのボーイズラブゲーム。
くしゃみをすると女になってしまう主人公・中村進の、ドタバタラブコメディ色の強い作品。

## 概要
2009年6月8日に携帯電話3キャリアでの配信を開始。1話毎に12時間のプレイ制限がある。
1話プレイ後には、『コウノトリ通信』というメールが届き、サイトで攻略キャラクターのシナリオには描かれない想いを読むことができる。
2009年9月10日には、ケータイコミックサイトワンコミにて、オリジナルのヒロインを迎えたコミカライズ『俺のヒミツと男子寮〜ひな編〜』が配信された。

## ストーリー
主人公・中村進は、学校付属の男子寮に住む高校生。ある日、妊娠中の寮母さんを抱きとめてしまったことにより、くしゃみによって男女の性別が入れ替わる体質になってしまった。
夢の中に現れた自称・天の使いコウノトリに、新しい命に宿る『染色体ケミカルV』の女の子の素が進の体に入ってしまったことを告げられる。
赤ちゃんを産まれる前に、染色体ケミカルVを元に戻さなければ、寮母さんも進もどうなるかわからないという。
しかも、ここは男子寮。女になれば騒動になるのは確実。進の苦難の日々が始まるのだった。

## 登場人物

### メインキャラクター
中村 進（なかむら しん）
本作の主人公。彼女いない歴＝年齢の男子高校生。17歳。
いつも元気で、何事にもまっすぐな性格。
くしゃみをすると男女の性別が入れ替わってしまう体質に。
櫻井 綾人（さくらい あやと）
進とは幼稚園の頃からいっしょの幼馴染で、親友。17歳。
情熱的で一途な性格で、進のことがなによりも好き。
感情に任せて行動するため、時にはトラブルを起こすことも。
男子寮では、司と同室で、進の目覚し役。
姉が3人おり、苦労させられたらしく、女性が大の苦手。
菅谷 慧太郎（すがや けいたろう）
男子寮で寮長をつとめる、進の先輩。18歳。
責任感が強く、困っている人を放っておけない頼れる熱血漢だが、女性のまえだと真っ赤になってうろたえてしまう純情な性格でもある。
陸上部に所属しているが、現在はお休み中。
好物は柏餅。
一ノ瀬 司（いちのせ つかさ）
男子寮の副寮長であり、進のクラスではクラス委員長をつとめている。17歳。
冷静沈着で取り乱すことがない。
明とは双子の兄弟で、兄であることの自覚が強く、己を厳しく律している。
その一方で、クマのぬいぐるみが好きなど、可愛いもの好きな一面もある。
一ノ瀬 明（いちのせ あきら）
司の双子の弟。17歳。
人懐っこく、楽しいことやイベントが大好きなお調子者。
進とは違うクラスだが、しょっちゅう遊びに来てはちょっかいをかけにくる。
女子に人気があり、休日は、バンド『本気魂（Real Spirits）』のギター担当として、ライブハウス「クィンティ・カフェ」で、ライブを行なっている。
深浦 直樹（みうら なおき）
進の男子寮のルームメイト。17歳。
無口で、人と接するのが得意ではない。故に、何を考えているのかわからない謎の人物。
よく外出していて不在がち。
海苔のつくだ煮が好物で、朝ごはんは常に食している。
真樹という妹がいる。
竜崎 遥（りゅうざき はるか）
進の後輩で、メインキャラクターの中では唯一、寮に所属していない。16歳。
無邪気な言動と、女の子のような愛らしい容姿で、親衛隊が結成されるほどの学園のアイドル。
進とは面識がなかったが、遥が『運命の人』と認識するほどの出会いをする。

### 追加キャラクター
坂東 雅也（ばんどう まさや）
明ルートに登場し、プラチナアプリ（本編シナリオとは別アプリ）で攻略が可能となった。
バンド『本気魂（Real Spirits）』のボーカルで、同じ学校に通っている。17歳。
明とは長い付き合いで、双子の兄である司よりも深い関係らしい。
明ルートでは、進に明を取られたと感じている様子。
幸野 昴（こうの すばる）
本編シナリオの各ルートで登場し、プラチナアプリで攻略が可能となった。
いつも笑顔の謎多き学校医。妊婦であるミナの担当医でもある。
時には『変態校医』と呼ばれるようなセクハラまがいの発言をするが、生徒たちからは好かれている。

### サブキャラクター
コウノ トリ
自称・天の使い。コウノトリの姿をしているが、これは進の知識と記憶によるイメージが抽出された結果であり、本来の姿は、『光り輝く崇高な美貌』であるとのこと。
進の夢の中で会話することができるが、現実で声のみが聞こえることもある。
音無 ミナ（おとなし みな）
男子寮の寮母。寮のマドンナ的存在だったが、現在は結婚してお腹の中に子どもを授かっている。
進の異変のきっかけとなるが、進が男女入れ替わり体質であることには気づいていない。
長嶋 太一（ながしま たいち）
慧太郎のクラスメイトで、『竜崎遥親衛隊』の隊長。18歳。
遥を『ハルくん』と呼び、彼を護り、愛でることに誇りを持っている。
スポーツに興味がある。
深浦 真樹（みうら まき）
直樹の妹。活発な女の子で、直樹が唯一笑顔を見せる存在。
病弱な母を幼いながらに支えている。度々、寮へ直樹を訪ねにやってくる。